# Condado de Franklin (Idaho)
O Condado de Franklin é um dos 44 condados do Estado americano do Idaho. A sede do condado é Preston, que é também a sua maior cidade. O condado tem uma área de 1731 km² (dos quais 8 km² estão cobertos por água), uma população de 11 329 habitantes, e uma densidade populacional de 6,6 hab/km² (segundo o censo nacional de 2000). O condado foi fundado em 1913 e o seu nome é uma homenagem ao apóstolo da Igreja de Jesus Cristo dos Santos dos Últimos Dias chamado Franklin D. Richards, sendo o único condado com o nome de Franklin que não teve o seu nome em homenagem a Benjamin Franklin.
Na área deste condado ocorreu em 1863 o Massacre de Bear River, durante a batalha que opôs o Exército dos Estados Unidos e a tribo índia Shoshone.